# Breitfirst
Le Breitfirst est un sommet du massif des Vosges culminant à 1 280 mètres d'altitude, situé sur le côté est de la route des Crêtes.

## Toponymie
En allemand, « breit » et « First » signifient respectivement « large » et « crête » donc Breitfirst peut se traduire par « large crête ».